# Renoise
Renoise（リノイズ）はRenoise.comを拠点に開発が続けられている音楽制作ソフトである。

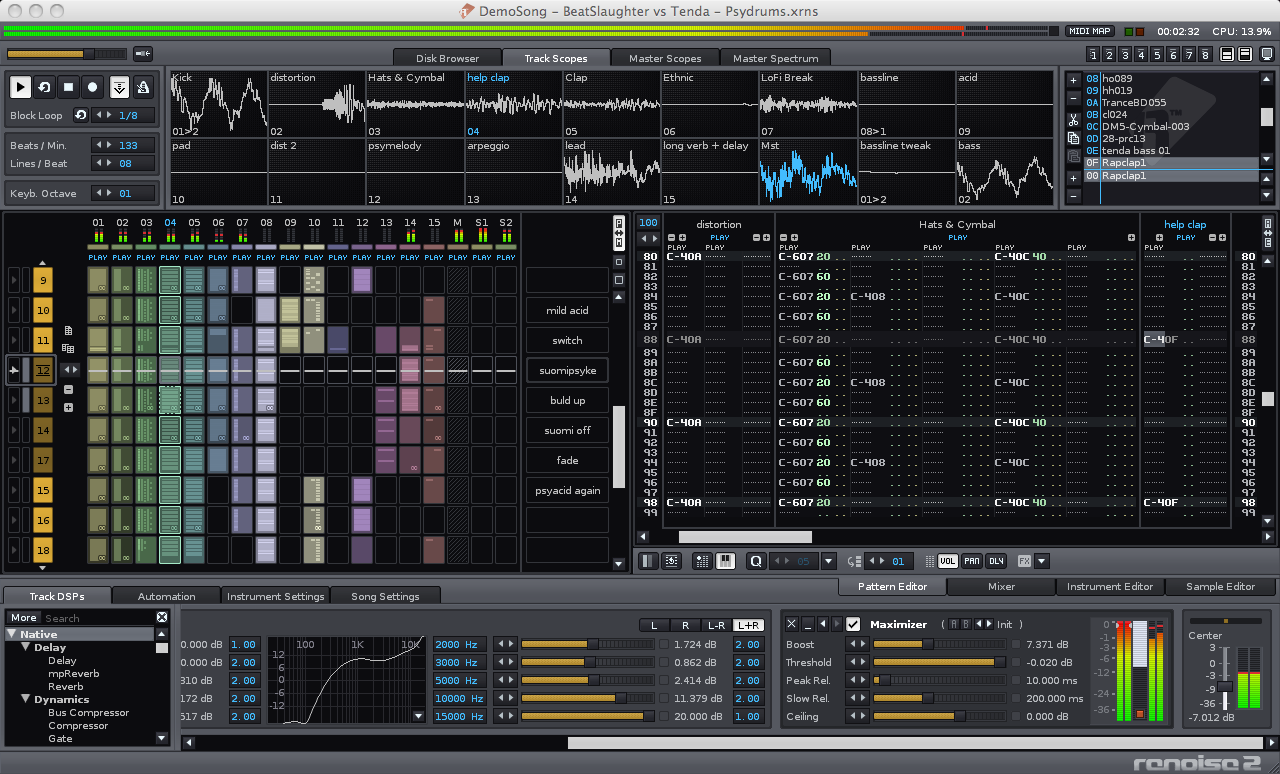
Renoise

## 特徴
その特徴は一般的なミュージックシーケンサーとは大きく異なり、編集画面が縦にスクロールする事、音名（C-4 等）やエフェクト・コマンドと呼ばれる数値を並べて曲を構成する事などが挙げられ、伝統的なトラッカーの面影を残したシーケンサーである。
ただし、そこに実装された機能（ミキサー画面・内蔵エフェクター・オーディオ録音・波形編集・プラグイン対応・マルチコア対応等）はまさに最先端のDAWのそれであり、他に類を見ないユニークなアプローチの作曲ソフトに仕上がっている。

## 歴史
現在主流となっているシーケンサーと比べると、Renoise の作曲アプローチは随分異なったルーツから生まれている。そのアプローチは"トラッキング"として知られ、1987年ごろから始まった。トラッキング・ツールとして、日本ではModPlug Trackerが比較的よく知られているが、RenoiseはFastTracker IIの画面レイアウトを受け継いでいる。
Renoise の直接の原型となったのは Juan Antonio Arguelles Rius (Arguru) というプログラマーによって生み出されたNoiseTrekkerである。2000年の終わり頃、Eduard Mueller (Taktik) と Zvonko Tesic (Phazze) という2人のプログラマーによってRenoiseとしての開発が始まった。その後の開発チームメンバーは流動的であるが、メイン開発者のTaktikだけは一貫して開発を続けている。現在のRenoiseのプロフェッショナルな品質は彼の存在なくしては語れない。
V1.8でのソングデータの完全XML化に伴って過去のオーディオ・エンジンは一新され、現在の内部コードは原型となったNoiseTrekkerとは全く違うソフトウェアとなっている。
V2.0では、トラッカーの代名詞でもあった"Speed値"が廃止され、もはやトラッカーの枠では収まらないほどの発音タイミングの精度を得る事となった。
V2.5では、曲全体をアレンジ出来るパターン・マトリックス画面が追加された。また、画面上のほとんどのボタンやスライダーにMIDIマッピングが出来るようになった。
V2.6では、Luaというスクリプト言語を使ったAPIによってRenoiseの機能を拡張する事が可能になった。
V2.7では、サンプル・キーゾーン・エディターやサンプル・オートスライサーが追加された。
V2.8では、64ビット完全対応となり、トラックの折り畳みとグループ化が可能になった。
V3.0では、全体的な画面レイアウトの変更が行われた。特に内蔵サンプラー部分が大幅改良され、その部分だけを別窓で表示できるようになった。
V3.1では、既にリリースされていた Redux VST/AU サンプラーの機能を、母体である Renoise と融合させる事に重点が置かれた。つまり Renoise と Redux のサンプラー・インストゥルメント（.xrni 形式）は互換性がある。
v3.2からタイムストレッチ機能が導入され、サンプルの再生時間を変えずにピッチを変更する設定が行えるようになった。その他HiDPI(Retina)ディスプレイへの対応、オートメーションのカーブの急峻度の設定などが追加された。
v3.3からVST3プラグインのサポート、Sidechainを利用するプラグインのサポートが追加された。
v3.4からはMac M1、Raspberry PI ARMに対応した。またMacOS Metal Rendering、Windows WASAPI Audio、Ableton Linkのサポートも追加された。

## 機能
- マルチ・プラットフォーム・・・１つのライセンスで Windows, Mac OS X, Linux バージョン使用可能。
- 64ビット完全対応・・・64/32ビットプラグイン・ブリッジ搭載。ReWire 64ビットにも対応。
- マルチコア対応
- フル・MIDIコントロール・・・画面上のほとんどの部分にMIDIマッピング可能。ハードシンセやVST/AUプラグインのMIDIコントロール対応。外部MIDI機器との同期も可能。MIDIファイルは読み込み可、書き出しは変換ツールを使えばある程度可能。
- VST, Audio Units, LADSPA, DSSI対応・・・VST/AUインストゥルメントはマルチティンバー・マルチアウトタイプのルーティングにも対応。VST/AU MIDI アルペジエーター・プラグインの使用、VST/AUエフェクターへのMIDIノート信号送信も可能。
- プラグイン・グラバー機能（VSTi / AUi の音を自動サンプリングしてRenoiseインストゥルメントに変換する機能）搭載
- 27種類の内蔵DSPエフェクター搭載・・・(Analog Filter, Bus Compressor, Cabinet Simulator, Chorus, Comb Filter, Compressor, Convolver, DC Offset, Delay, Digital Filter, Distortion, EQ 5, EQ 10, Excitor, Flanger, Gainer, Gate, LofiMat, Maxmizer, Mixer EQ, mpReverb, Multitap Delay, Phaser, Repeater, Reverb, RingMod, Stereo Expander)
- 各パラメーターのオートメーション可能
- PDC (自動プラグイン遅延補正) 搭載
- オーディオ・レコーディング＆波形編集機能搭載
- Multi-I/O ASIOサウンドカード対応
- 高音質WAVレンダリング（32ビット、192kHz）
- ReWire（マスター&スレーブ）対応 (Windows, Mac OS X)
- Jack transport 対応 (Linux)
- Renoise API（Luaスクリプト）による機能拡張が可能
- OpenSound Control (OSC) サーバー対応
- インストゥルメントのフレーズ機能搭載
- インストゥルメントの各画面にプリセット・ライブラリ搭載
- 一般的な SFZ 形式に対応

### 試用版制限
Renoiseの試用版では
- ASIOドライバとWAVレンダリング機能は使用出来ない
- プラグイン・グラバー機能は使用出来ない
- ReWireマスターでは2chのみ使用可、ReWireスレーブではノイズが入る

等の制限がある。ただしオーディオ録音やソングファイルの保存は可能であり、ReWireマスターとしても十分機能するため、試用版と言えど曲作りは可能。

## コミュニティ
Renoise.comの運営は、メイン開発者のTaktikとサーバー管理・Web管理・チュートリアル作成・アルファ版テスト等のサポートを行うRenoise Teamメンバーによって行われている。さらにRenoise Forumでは、熱心なコア・ユーザーが機能改善についてのアイデア提案やバグ報告等を通じて開発を支えている。特にベータ版と呼ばれるテストバージョンは登録ユーザーに公開され、そこから様々なフィードバックを得る事により最終リリースへの完成度が高められる。